# Canso
Canso är en ort i Kanada.   Den ligger i provinsen Nova Scotia, i den östra delen av landet, 1 100 km öster om huvudstaden Ottawa. Canso ligger 15 meter över havet och antalet invånare är 806.
Terrängen runt Canso är platt. Havet är nära Canso åt nordost. Trakten är glest befolkad. Det finns inga andra samhällen i närheten. 